# Adolf Rambeau
Adolf Rambeau (* 3. April 1852 in Jessen (Niederau); † 27. März 1918 in Berlin) war ein deutscher Romanist und Anglist.

## Leben und Werk
Rambeau promovierte 1877 in Marburg mit der Arbeit Ueber die als echt nachweisbaren Assonanzen der „Chanson de Roland“. Ein Beitrag zur Kenntniss des altfranzösischen Vocalismus (Halle a. S. 1878). Er lehrte in den neunziger Jahren Romanische Philologie an der Johns Hopkins University in Baltimore und von 1899 bis 1904 Modern Languages am Massachusetts Institute of Technology in Boston. Von 1906 bis 1917 war er an der Universität Berlin außerordentlicher Professor für englische, italienische und spanische Sprache und Englischlehrer am Seminar für Orientalische Sprachen. Rambeau war ab 1895 Mitherausgeber (in Verbindung) der Zeitschrift Die Neueren Sprachen.

## Weitere Werke
- (Hrsg.) Die dem Trouvere Adam de la Hale zugeschriebenen Dramen [Texte imprimé] : „Li Jus du Pèlerin“, „Li Gieus de Robin et de Marion“, Li Jus Adan", Marburg 1886
- Der französische und englische Unterricht in der deutschen Schule, mit besonderer Berücksichtigung des Gymnasiums. Ein Beitrag zur Reform des Sprachunterrichts, Hamburg 1886
- (mit Jean Passy) Chrestomathie française, morceaux choisis de prose et de poésie, avec prononciation figurée à l'usage des étrangers, Paris 1897, 5. Auflage, hrsg. von Paul Passy,  Paris/Leipzig 1926 (englisch: A French reader. Based upon Passy-Rambeau's Chrestomathie française. Arranged, with notes and vocabulary, New York 1905)
- Aus und über Amerika. Studien über die Kultur in den Vereinigten Staaten von Nord-Amerika, Marburg 1912